# عبد الله الغامدي (لاعب كرة قدم مواليد 1997)
عبد الله غرم الغامدي لاعب كرة قدم سعودي ، يلعب كلاعب جناح.

## مسيرة اللاعب
لعب سابقاً في نادي الشهيد ونادي ضمك ونادي المجزل ونادي الحجاز.